# Strzelanina w szkole w Uvalde
Strzelanina w szkole w Uvalde – strzelanina, która miała miejsce 24 maja 2022 roku w szkole podstawowej Robb Elementary School w miejscowości Uvalde w stanie Teksas w Stanach Zjednoczonych, kiedy uzbrojony napastnik Salvador Ramos zastrzelił 21 osób, w tym 19 dzieci i 2 nauczycieli, ranił 17 innych, po czym zginął na miejscu podczas akcji policji. Wcześniej w tym samym dniu postrzelił swoją babcię we własnym mieszkaniu.
Była to 3. najkrwawsza strzelanina w szkole w historii USA po masakrze w Virginia Tech i masakrze w Sandy Hook. Wydarzyła się ona też zaledwie 10 dni po innej krwawej masowej strzelaninie, w Buffalo w stanie Nowy Jork.

## Tło

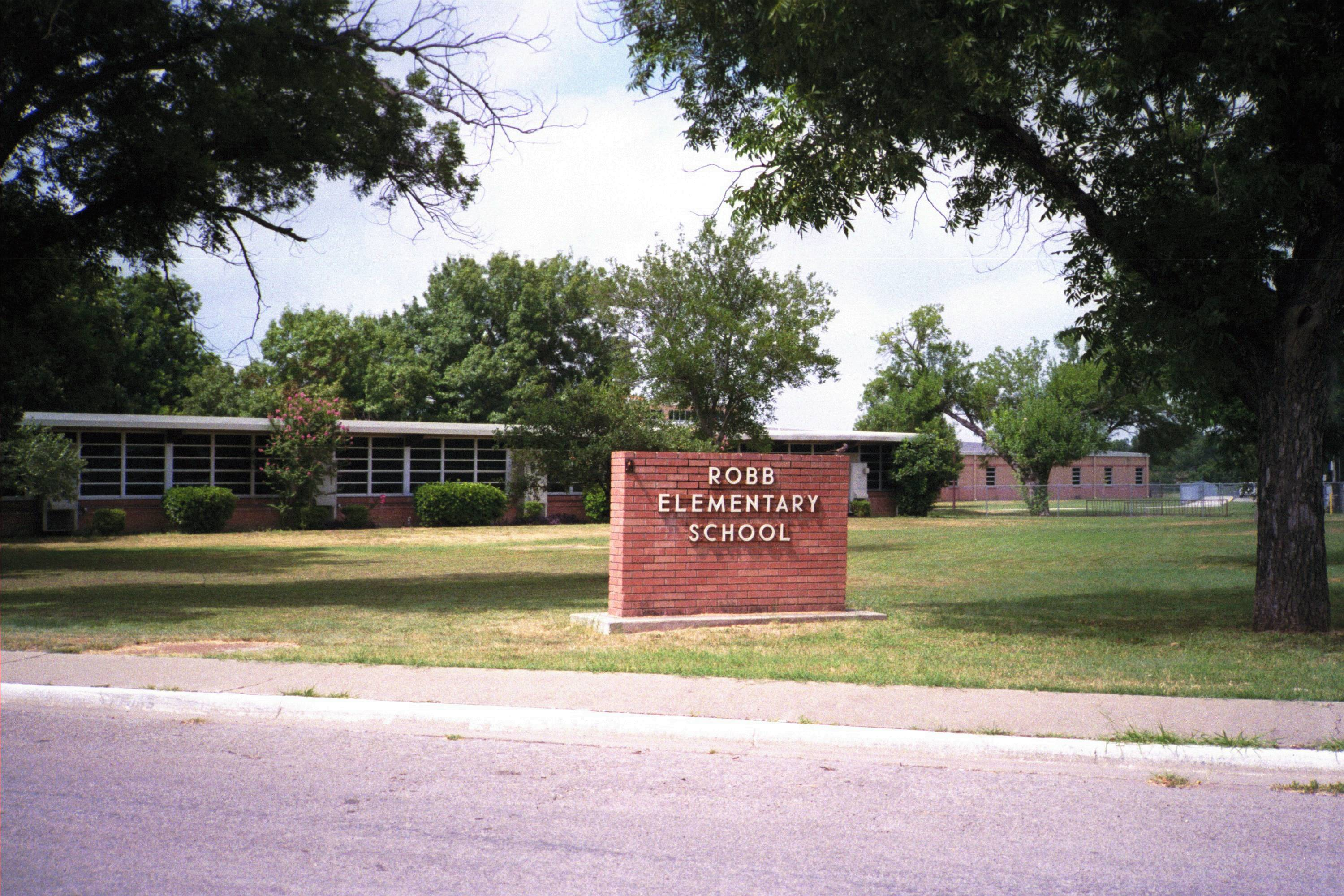
Szkoła podstawowa Robb w 2015 roku

Miasteczko Uvalde w południowej części stanu Teksas, liczące około 16 000 mieszkańców, jest miejscowością gdzie większość mieszkańców ma pochodzenie latynoskie, meksykańskie i hiszpańskie; jest ono położone około 100 kilometrów od granicy amerykańsko-meksykańskiej i około 135 kilometrów od miasta San Antonio.

## Przebieg
W dniu ataku Ramos pokłócił się z  babcią w domu na temat porzucenia przez niego liceum. Chwilę po tej kłótni zamieścił on na jego koncie na Facebooku groźbę, że zamierza ją zastrzelić. Ramos wziął karabin i strzelił z niego w stronę babci, ciężko ją raniąc; kobieta przeżyła ukrywając się u sąsiadów i dzwoniąc stamtąd na pogotowie i służby. Ramos następnie pochwalił się jej zranieniem w kolejnym wpisie na Facebooku. Chwilę później zamieścił ostatni wpis, w którym zapowiedział, że teraz zamierza wystrzelać szkołę podstawową. Konto nastolatka na tym portalu zostało zablokowane po jego identyfikacji jako sprawcy.

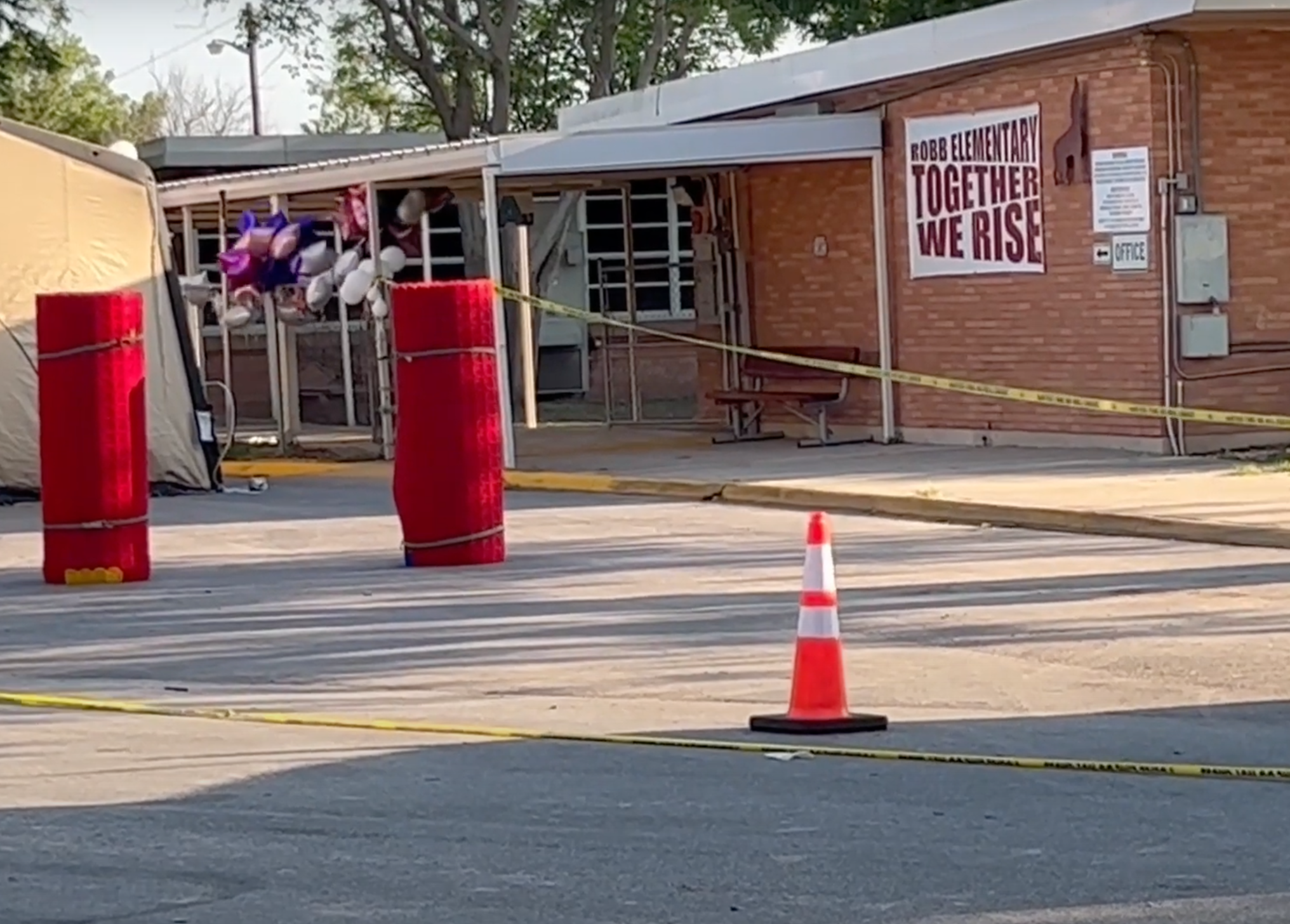
Budynek szkoły oddzielony liniami, kilka dni po masakrze

Ramos następnie pojechał półciężarówką Ford F-150 należącą do jego babci w stronę szkoły Robb Elementary School, ale w pewnym momencie stracił kontrolę nad pojazdem i wjechał do rowu. Po tym wypadku wybiegł z auta i ruszył pieszo w stronę szkolnych zabudowań. Po dotarciu na miejsce wszedł na teren szkoły Robb. Kiedy podszedł pod szkołę był ubrany na czarno, miał na sobie kamizelkę taktyczną i duży plecak. Ramos postrzelił funkcjonariusza policji, który zauważył napastnika i chciał zapobiec przedostaniu się jego do środka szkoły. Mniej więcej w tej samej chwili służby odebrały telefon alarmowy 911 dotyczący rozbicia się samochodu w rowie przed szkołą, z którego następnie miał wyłonić się napastnik uzbrojony w karabin. Wówczas na miejsce dojechali znajdujący się nieopodal funkcjonariusze straży granicznej; jeden z nich podczas późniejszej wymiany ognia odniósł ranę głowy. Sprawca ataku wszedł do budynku szkoły około 11:30 i 2 minuty później zaczął strzelać.
Ramos przemierzył dwa krótkie korytarze znajdujące się przy wejściu do szkoły, po czym wszedł do klasy złączonej wewnątrz z inną klasą. Wziął znajdujące się w niej osoby za zakładników. Chwilę później otworzył ogień do wszystkich tam obecnych, krzycząc: Czas umierać!. Napastnik masowo rozstrzelał w tej jednej klasie 21 osób – 19 dzieci i 2 nauczycielki, tj. wszystkie ofiary ataku, oraz ciężko raniąc następne 13 dzieci. Był pogardliwy wobec ofiar, np. krzyknął w stronę jednej z nauczycielek Dobranoc! zanim ją zastrzelił. Sprawca przebywał w klasie przez blisko godzinę i dobijał rannych. W tym samym czasie funkcjonariusze policji i innych służb stali przed budynkiem, czekając na przyjazd sił specjalnych. Zrozpaczeni rodzice, którzy stopniowo przybywali pod budynek, chcieli przekonać funkcjonariuszy, by weszli do szkoły. Zachowanie służb spotkało się później z szeroką krytyką i oburzeniem. Kiedy sprawca przestał strzelać, zaczął odtwarzać z głośnika który miał ze sobą, głośną depresyjnie brzmiącą muzykę. Około 12:45 kilku funkcjonariuszy włamało się do klasy od wewnątrz, wybijając szybę w oknie i szturmując na napastnika. Ramos został zastrzelony przez funkcjonariusza straży granicznej w klasie, w której rozegrała się cała masakra. Zamachowiec w ataku używał karabinka AR-15..
Około 13:00 na Twitterze lokalnej policji pojawiła się wiadomość, że zatrzymano podejrzanego. Późniejsze raporty policyjne potwierdziły jednak, że sprawca zginął prawdopodobnie podczas strzelaniny z policją. Początkowo mówiono o 1 osobie lekko rannej i o tym, że strzelanina była drobnym incydentem.
Po strzelaninie co najmniej 13 rannych dzieci przetransportowano do kilku pobliskich szpitali. Wiele osób i mediów zwróciło uwagę na uderzające podobieństwo w sposobie działania sprawcy do sposobu działania Adama Lanzy, sprawcy masakry w Sandy Hook z 2012 roku.

## Ofiary strzelaniny
Lista ofiar strzelaniny:
1. Nevaeh Bravo (10 lat)
2. Jacklyn Cazares (10 lat)
3. Makenna Elrod (10 lat)
4. Jose Flores (10 lat)
5. Eliana Garcia (9 lat)
6. Irma Garcia (48 lat)
7. Uziyah Garcia (9 lat)
8. Amerie Garza (10 lat)
9. Xavier Lopez (10 lat)
10. Jayce Luevanos (10 lat)
11. Tess Mata (10 lat)
12. Miranda Mathis (11 lat)
13. Eva Mireles (44 lata)
14. Alithia Ramirez (10 lat)
15. Salvador Ramos (18 lat)
16. Annabell Rodriguez (10 lat)
17. Maite Rodriguez (10 lat)
18. Alexandria Rubio (10 lat)
19. Layla Salazar (10 lat)
20. Jailah Silguero (11 lat)
21. Eliahana Torres (10 lat)
22. Rogelio Torres (10 lat)

W wyniku ataku serca po wpadnięciu w żałobę po stracie ukochanej, niedługo po ataku zmarł także mąż jednej z nauczycielek zabitych w masakrze.

## Sprawca
Sprawcą masakry był 18-letni Salvador Rolando Ramos (ur. 16 maja 2004), mieszkaniec Uvalde; policja potwierdziła, że działał w pojedynkę i nie miał wspólników w zbrodni. Ramos był wykorzystywany seksualnie przez ówczesnego chłopaka jego matki gdy był małym dzieckiem. Mogło to wpłynąć na jego późniejsze antyspołeczne zachowania. W dzieciństwie uczęszczał do szkoły Robb Elementary (którą później zaatakował), w której zaczął być wyśmiewany przez inne dzieci. Podobno jego klasa miała wówczas lekcje w tej samej klasie, w której Ramos wiele lat później dokonał masakry. W momencie ataku sprawca był uczniem miejscowej szkoły średniej Uvalde High School, ale przed atakiem nie chodził do niej – wagarował z bliżej nieokreślonych powodów. Był pracownikiem pobliskiej restauracji typu fast food, lecz według relacji pracowników nie był zbyt dobrze zintegrowany i rozmowny. Ramos był prześladowany w szkole z powodu jego złego stanu materialnego, jąkania się i seplenienia, a także utożsamiania się z subkulturą młodzieżową emo. Nastolatek od pewnego czasu mieszkał z dziadkami, wyprowadziwszy się wcześniej od rodziców z powodu notorycznych kłótni z własną matką. Przyjaciel sprawcy powiedział w wywiadzie dla jednego z mediów, że Salvador od dawna przejawiał dziwaczne zachowania, m.in. ciął swoją twarz i mówił, że to jest fajne. Napastował także pracowniczki w miejscu pracy i obsesyjnie wysyłał wiadomości o dziwnej treści losowym dziewczynom przez internet. Ramos był w związku z dziewczyną, która mieszkała w San Antonio. Dwie sztuki broni użyte później w ataku zostały przez niego zakupione w 18. urodziny, kilka dni przed jego dokonaniem. Ramos posiadał profile na Instagramie i na portalu Yubo, na drugim z nich chwalił się znęcaniem się nad zwierzętami, a także mówił uwłaczające rzeczy innym osobom. Kilka miesięcy przed atakiem rozmawiał na jednym z portali z innymi użytkownikami o poprzednich największych masakrach szkolnych w USA, którymi najwyraźniej się interesował.
Ramos miał obsesję na punkcie mordercy i nekrofila Luki Magnotty, który w maju 2012 roku na jednym z uniwersytetów w Kanadzie bestialsko zgwałcił, zamordował i rozczłonkował studenta. Zbrodnia w Uvalde wydarzyła się dokładnie w 10. rocznicę tamtej zbrodni. Ramos ponadto fascynował się też bronią palną, ale nie posiadał znaczącego doświadczenia strzeleckiego przed atakiem.
Napastnik przed atakiem zamieścił wiadomości znajomej dziewczynie na Instagramie, w których sugerował, że coś się wydarzy i, że dzieci powinny na siebie uważać, zamieszczając zdjęcia jego broni. Raport wydany w lipcu 2022 roku skonkludował, że motywem sprawcy była chęć zyskania rozgłosu.

## Reakcje

### Krajowe
Prezydent Stanów Zjednoczonych Joe Biden został poinformowany o strzelaninie, kiedy wracał z podróży do Azji na pokładzie Air Force One; zapowiedział, że wystąpi ze specjalnym oświadczeniem w sprawie strzelaniny wieczorem po powrocie do Waszyngtonu.
Prezydent Biden w przemówieniu złożył kondolencje rodzinom i bliskich zabitych dzieci i nauczycieli oraz wezwał po raz kolejny do zwiększenia kontroli broni palnej w USA, krytykując przy tym amerykańskie lobby zbrojeniowe. Podczas przemowy Biden mówił o konieczności działania ze strony Kongresu i Senatu USA w tej sprawie, pytając się także retorycznie: Kiedy, w imię Boga, będziemy gotowi, by stanąć przeciwko lobby zbrojeniowemu?
Kondolencje złożyli także wiceprezydent Stanów Zjednoczonych Kamala Harris, byli prezydenci USA Bill Clinton, Barack Obama i Donald Trump, potępiając równocześnie ten atak. W tej sprawie wypowiedzieli się także działacze na rzecz zwiększenia kontroli nad bronią, w tym rodzice ofiar masakr w Sandy Hook i Parkland. Trener drużyny koszykarskiej Golden State Warriors, Steve Kerr, podczas konferencji prasowej przed meczem nie wspomniał ani słowem o rozgrywkach, za to wyraził swoją wściekłość z powodu kolejnej masakry w szkole w USA. Stwierdził, że 90% populacji USA, która chce zmian w prawie dostępu do broni, jest zakładnikami 50 senatorów i wezwał władze do działania. Podczas przemówienia załamał się emocjonalnie i uderzył pięścią w stół; jego reakcja odbiła się dużym echem w mediach.

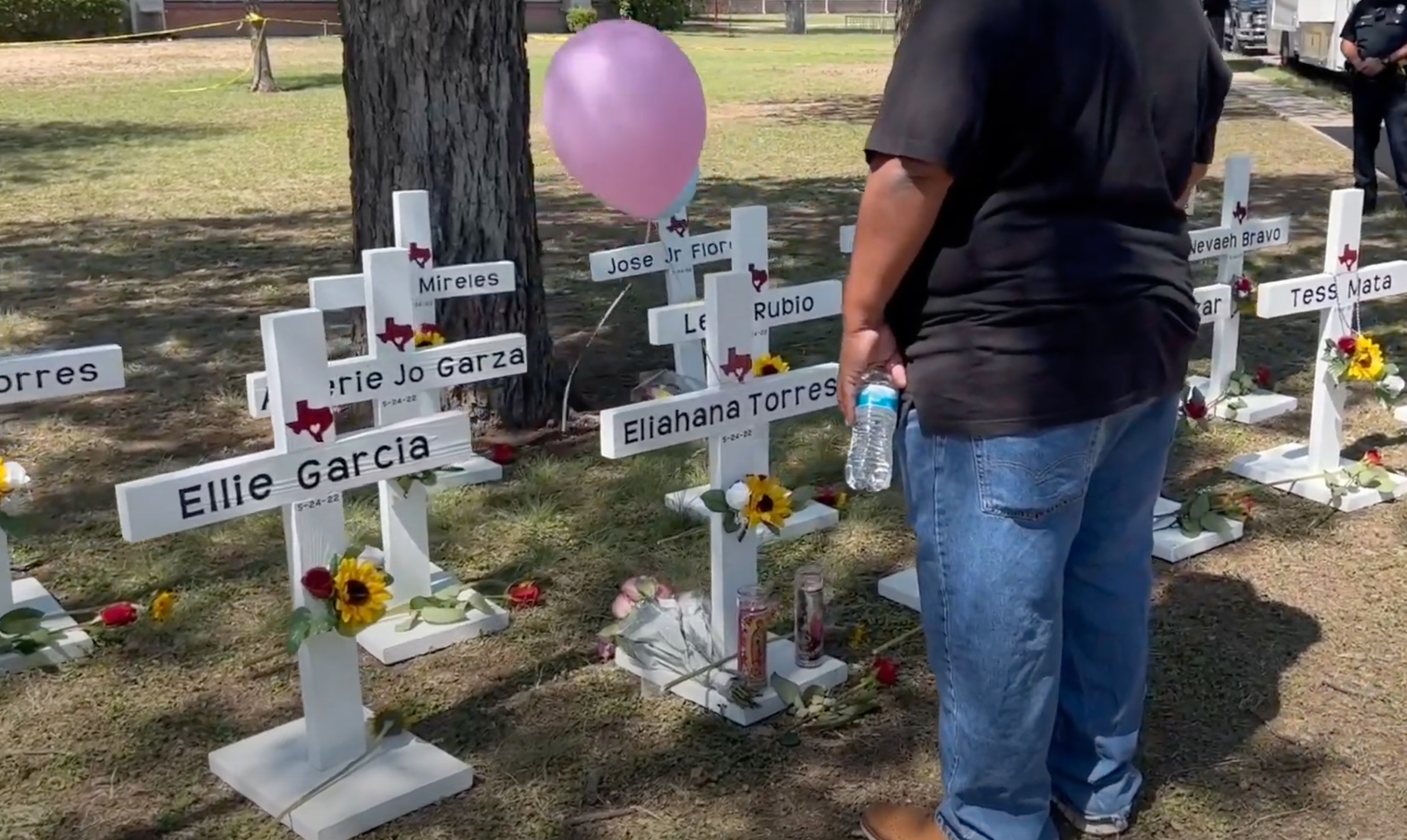
Krzyże upamiętniające zabitych w masakrze, postawione przed budynkiem szkoły

Członek Izby Reprezentantów z Arizony z ramienia Republikanów, Paul Gosar, w reakcji na atak stwierdził, że czyn był rzekomo zainspirowany politycznie i nazwał sprawcę nielegalnie przybyłym lewackim imigrantem i transem, posługując się fałszywką rozpowszechnianą przez użytkowników portalu 4chan, jakoby sprawca pozował do zdjęć w kobiecych ubraniach; wpis deputowanego został później usunięty.

### Międzynarodowe
- Francja: Prezydent Emmanuel Macron potępił strzelaninę i powiedział, że Francuzi dzielą szok i żałobę z Amerykanami[54].
- Niemcy: Kanclerz Olaf Scholz napisał na Twitterze, że myśli jego i całego narodu niemieckiego są z rannymi i najbliższymi ofiar masakry[55].
- Ukraina: Prezydent Wołodymyr Zełenski napisał na Twitterze, w reakcji na masakrę, że w imieniu narodu ukraińskiego składa on kondolencje Amerykanom w związku z masakrą. Minister spraw zagranicznych Ukrainy, Dmytro Kułeba, powiedział my, jako naród, który przechodzi teraz przez ból tracenia niewinnych młodych żyć, dzielimy w tej chwili ten ból z naszymi przyjaciółmi ze Stanów Zjednoczonych[56][55].
- ONZ: Sekretarz Generalny ONZ António Guterres napisał, że jest strasznie zasmucony przez ohydną masową strzelaninę w szkole podstawowej w stanie Teksas[55].